# Segré
Segré je bývalá obec v departementu Maine-et-Loire v západní Francii. Dne 15. prosince 2016 byla sloučena do nové obce Segré-en-Anjou Bleu. V roce 2012 zde žilo 6 920 obyvatel. Je centrem arrondissementu Segré.

## Geografie
Ve městě Segré se Verzée vlévá do Oudonu.

## Partnerská města
- Ferndown, Dorset, Spojené království